# イナまんじゅう

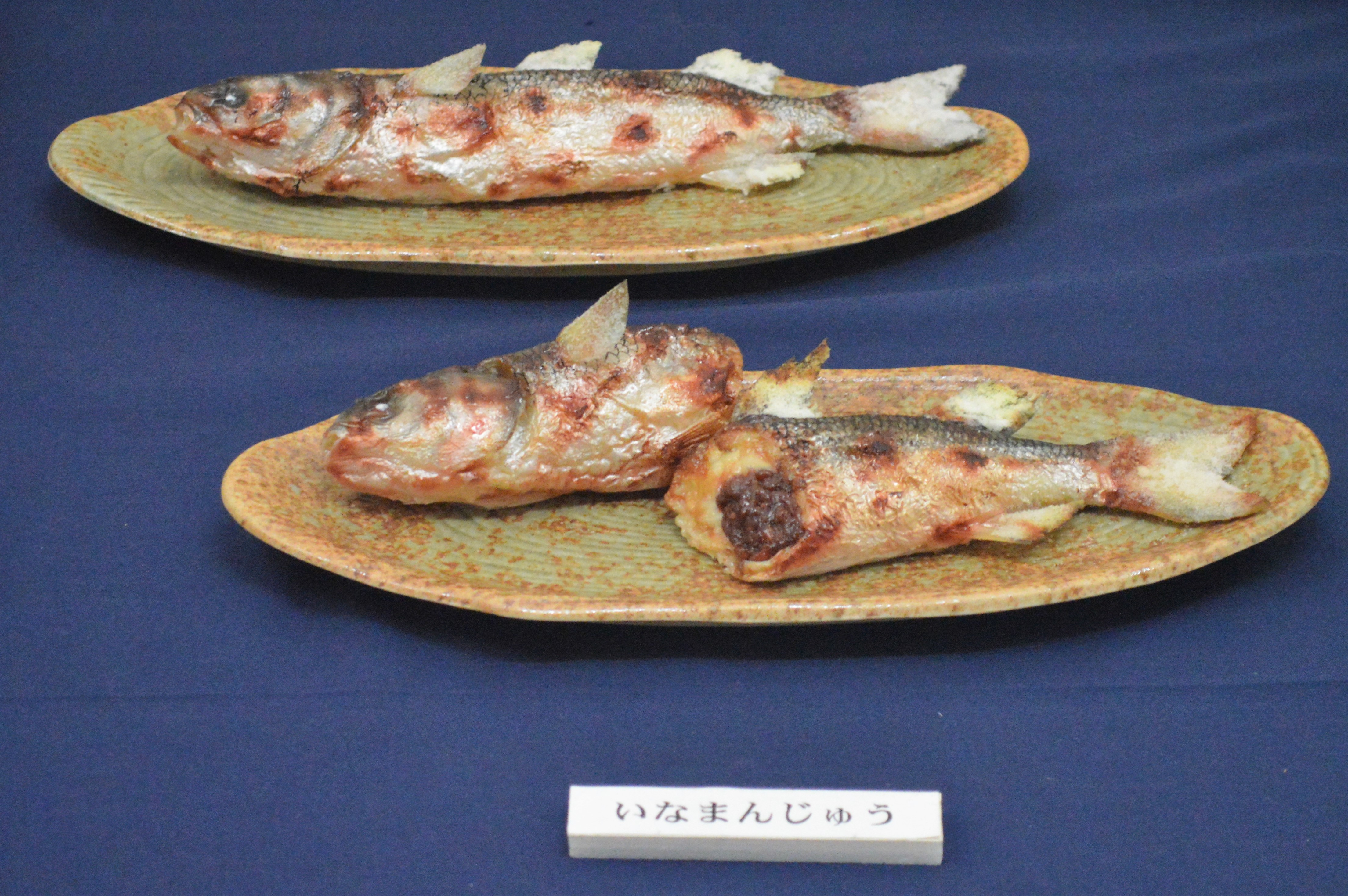
蟹江町歴史民俗資料館におけるイナまんじゅうの展示物

イナまんじゅう（鯔饅頭）は、愛知県海部郡南部や名古屋市南部でのみ作られる、ボラの若魚（イナ）を用いた郷土料理。いなまんとも呼ばれる。

## 概要

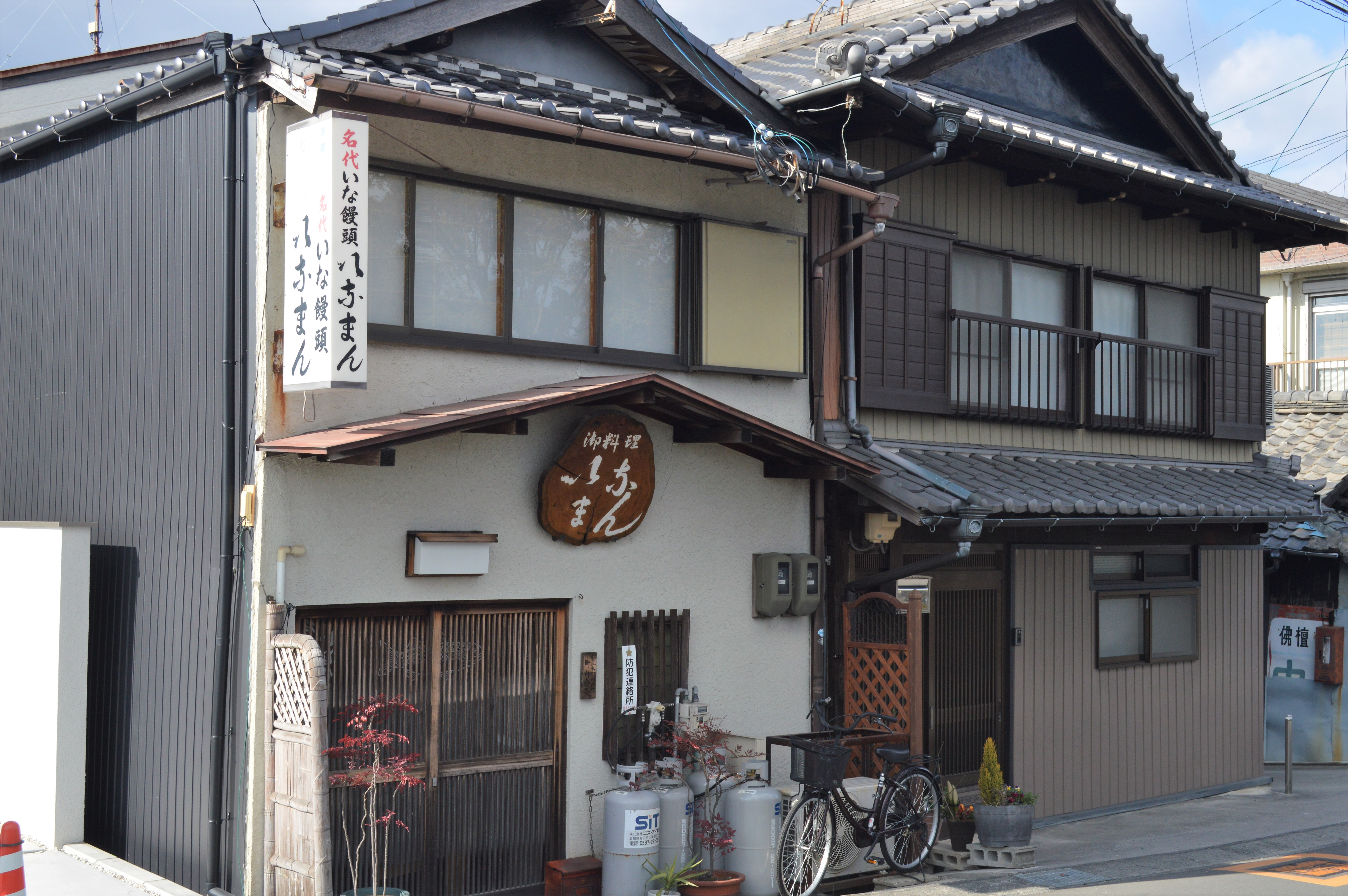
蟹江町にある料理屋「いなまん」

イナまんじゅうが作られる地域では、淡水と海水が交じり合う汽水域が多く、川と海を自由に行き来できる汽水魚のボラが多く棲息していた。そのためボラの漁獲量がとても多く、それを用いた数々の料理が考案されたと云われる。イナまんじゅうはそのうちの一つである。イナまんじゅうの他には、同じく愛知県海部郡南部の郷土料理であるボラ雑炊などが挙げられる。
このイナまんじゅうが考案されたのは、およそ120年前のことであり、当時は旅人をもてなす料理だったものの、いつしかそれが郷土料理になったと伝えられている。過去には、出世魚を用いた料理であることから、「食べればとんとん拍子で出世できる」と祭りや祝いごとのたびに各家庭で作られた。しかし昭和初期頃までは各家庭でも作られていたイナまんじゅうも、内臓・骨抜きに高度な技術を要することから、現在ではごく限られた料亭でしか食す事のできない、ある種幻の料理と化してしまった。
また、一説にはイナまんじゅうは一般家庭ではなく、名古屋の貴人向けの料理として近代（大正、昭和初期）に開発された料理であるという説もあるが、詳細は不明である。

## 料理法
まず、イナのエラ部分から独特の形状を持つイナ包丁を差し込み、内臓を取り出す。その後、内臓を取り除いたイナのエラから包丁を入れ、背骨と背肉を切り離す。また同時に、頭と尻尾の骨を折り、背骨を抜き取る。そして空洞となったイナの中に、豆味噌、柚子、ネギ、シイタケなどを混ぜ込んで練った具材を詰める。それらを焼けば、イナまんじゅうの出来上がりである。